# Amt Lützow-Lübstorf
L'Amt Lützow-Lübstorf est un Amt de l'arrondissement du Mecklembourg-du-Nord-Ouest dans le land de Mecklembourg-Poméranie-Occidentale, au nord de l'Allemagne.

## Communes
1. Alt Meteln
2. Brüsewitz
3. Cramonshagen
4. Dalberg-Wendelstorf
5. Gottesgabe
6. Grambow
7. Klein Trebbow
8. Lübstorf
9. Lützow
10. Perlin
11. Pingelshagen
12. Pokrent
13. Seehof
14. Schildetal
15. Zickhusen